# Ferdinand Faivre
Pour les articles homonymes, voir Faivre.
Ferdinand Faivre  est un sculpteur français né à Marseille le 8 octobre 1860 et mort à Montrouge le 19 août 1937.

## Biographie
Marie Antoine Ferdinand Faivre né à Marseille le 8 octobre 1860 étudie la sculpture à l'École des Beaux-Arts de Paris sous la direction de Jules Cavelier, de Louis-Ernest Barrias et de André-Joseph Allar. Il se marie à Paris le 24 janvier 1895 avec Rose Pénélope Guéder; le sculpteur Emmanuel Fontaine est témoin de leur mariage. 
Il expose ses œuvres aux salons des artistes français entre 1882 et 1924. Il sculpte des statuettes et des bas-reliefs ainsi que des décors monumentaux : 
- groupes décoratifs de la banque de Zurich,
- musée égyptien du Caire, décoration de la porte principale : deux statues en relief de 4,75 m de haut représentant la haute et la basse Égypte et la sculpture de la clef de voûte en tête d'Isis[2].
- le fronton de l'Automobile club royal de Londres.

Il décore également les façades de plusieurs immeubles parisiens : 
- Frise décorative de l'hôtel particulier de Lucien Guitry situé au no 18 de l'avenue Élisée-Reclus. Le musée d'Orsay conserve une tête d'enfant en provenance de cette frise[3]
- Figure de l'abondance pour l'hôtel de Ritz.
- Bas-reliefs, guirlandes et médaillons sur la façade à refends de l'hôtel particulier situé au no 13 de la rue Benouville à l'angle  de la rue de la Faisanderie ayant appartenu à la famille Hériot, propriétaire des Grands Magasins du Louvre[4].
- Fronton du Crédit Foncier de France.

Marseille, sa ville natale, possède peu de ses œuvres ; on peut citer une statue de la Vierge à l'enfant située à l'angle de la rue Fontange et de la rue Blanqui.
Parmi ses différentes œuvres, on peut citer :
- l'enfance de Bacchus, groupe en bronze de 1,96 m de haut acheté par l'État en 1899[5] et détruit, probablement fondue en 1943 par les allemands pour récupérer le bronze[6] ;
- pour le monument dédié à Clovis Hugues inscrit monument historique et situé place de l'archevêché à Embrun, il sculpte le feuillet en bronze sur lequel est inscrit un poème du défunt. Le buste et le groupe représentant un jeune fille assise lisant un livre à un garçon debout devant elle, sont l'œuvre de Jeanne Royannez veuve du poète[7] ;
- jardinière en bronze doré avec femmes nues et sirènes émergeant  des vagues[8] ;
- l'énigme (le sphinx) et le destin [9].
- La sphère terrestre, deux figures allégoriques supportant un globe, groupe en pierre à Rochefort-en-Yvelines, château Porgès[10]
- Fontaine décorative, nymphe et enfants, Musée Saint-Loup, Troyes[11]

## Galerie

Œuvres de Ferdinand Faivre.
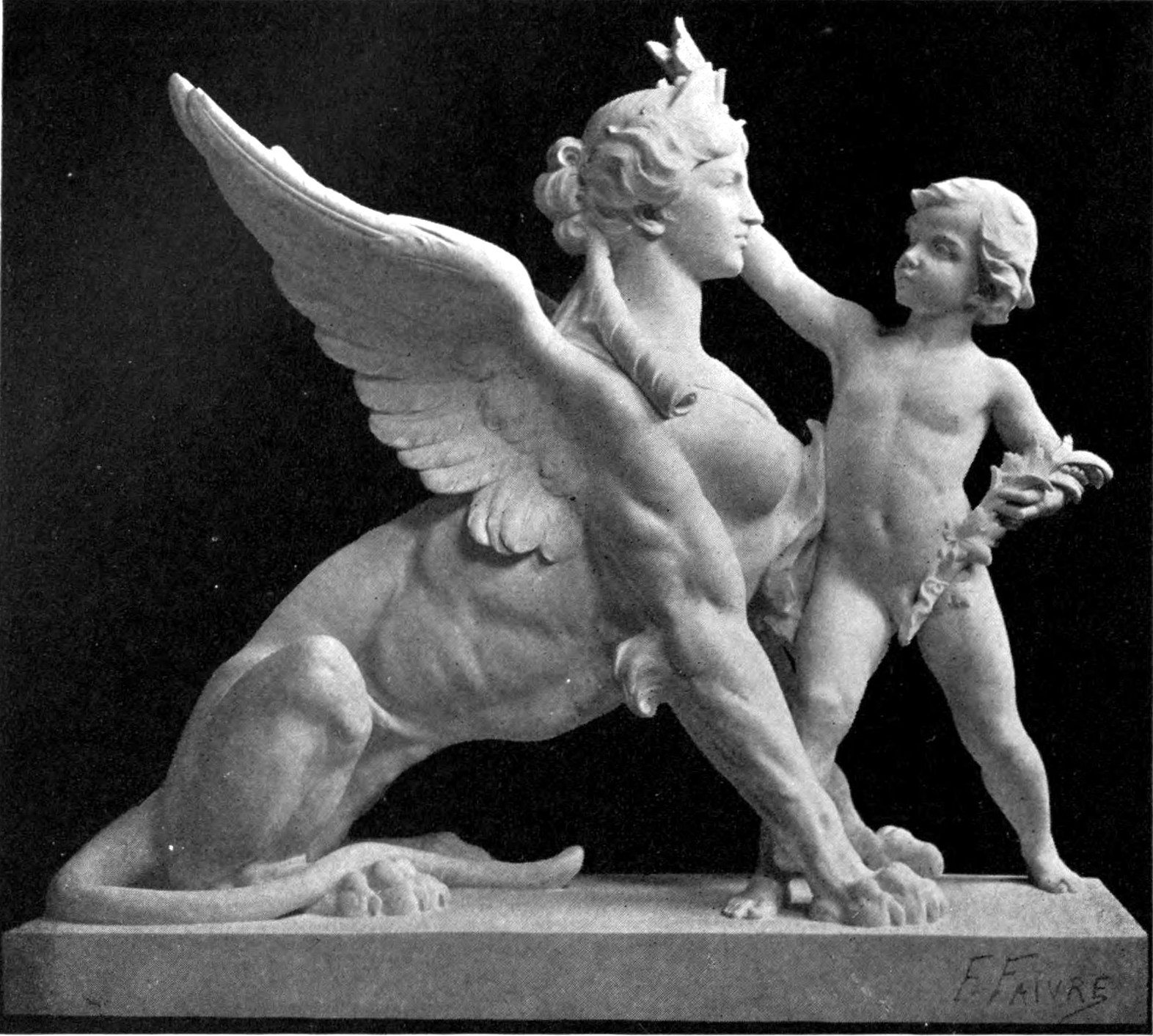
L'Énigme.
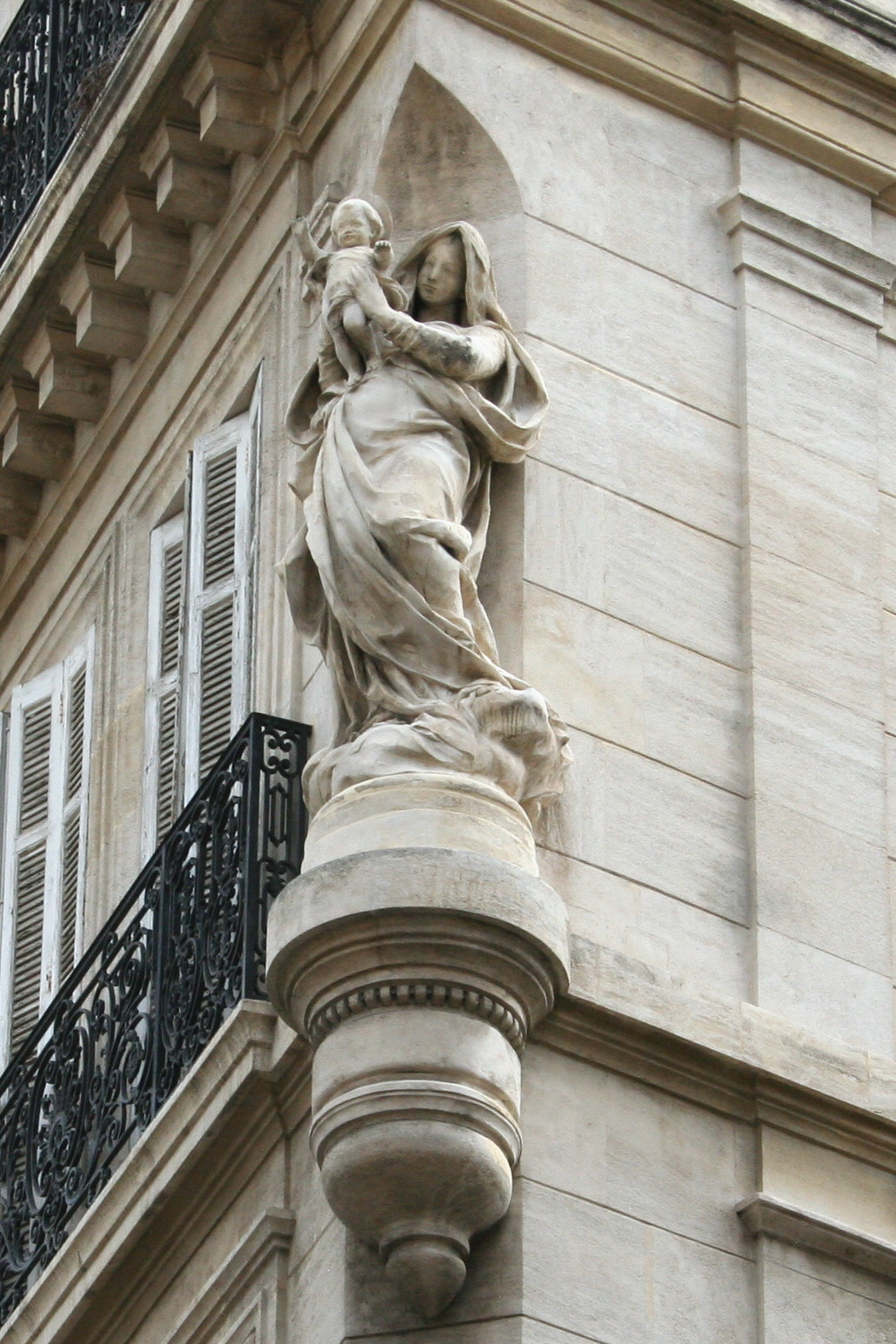
Vierge à l'enfant Angle des rues Auguste-Blanqui et Fontange à Marseille.
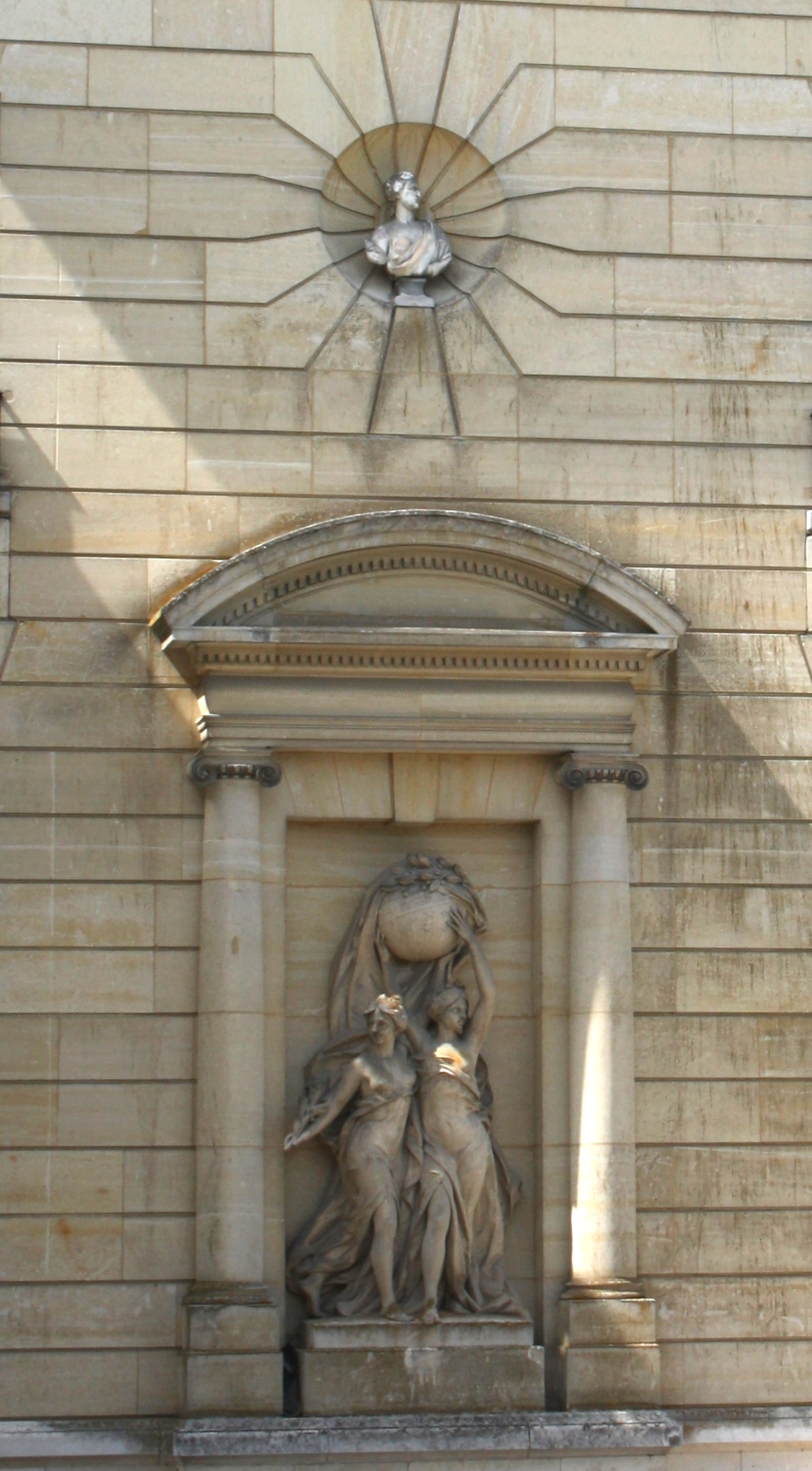
Sphère terrestre, Château Porgès
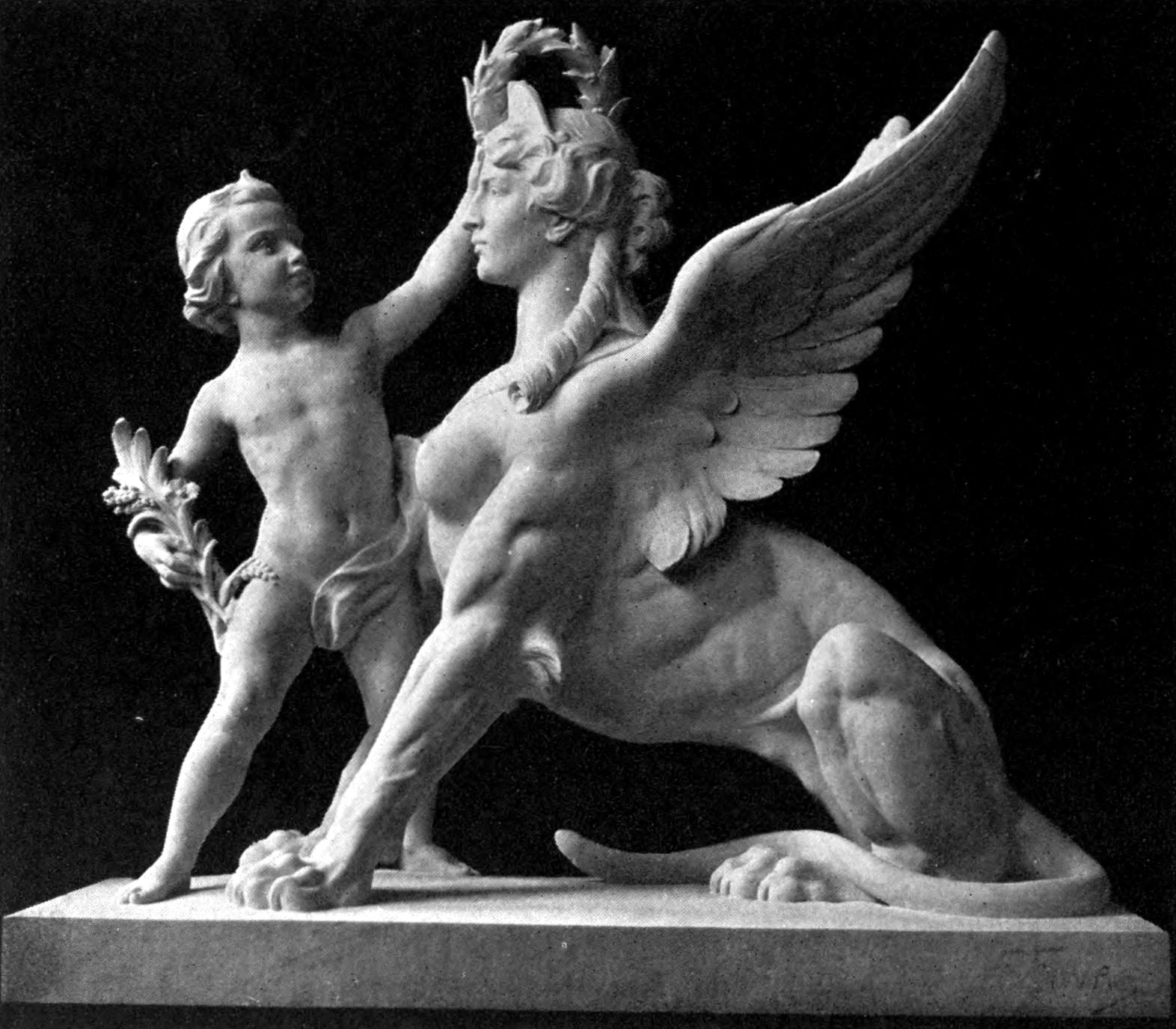
Le Destin.

Sculptures du musée égyptien du Caire par Ferdinand Faivre.
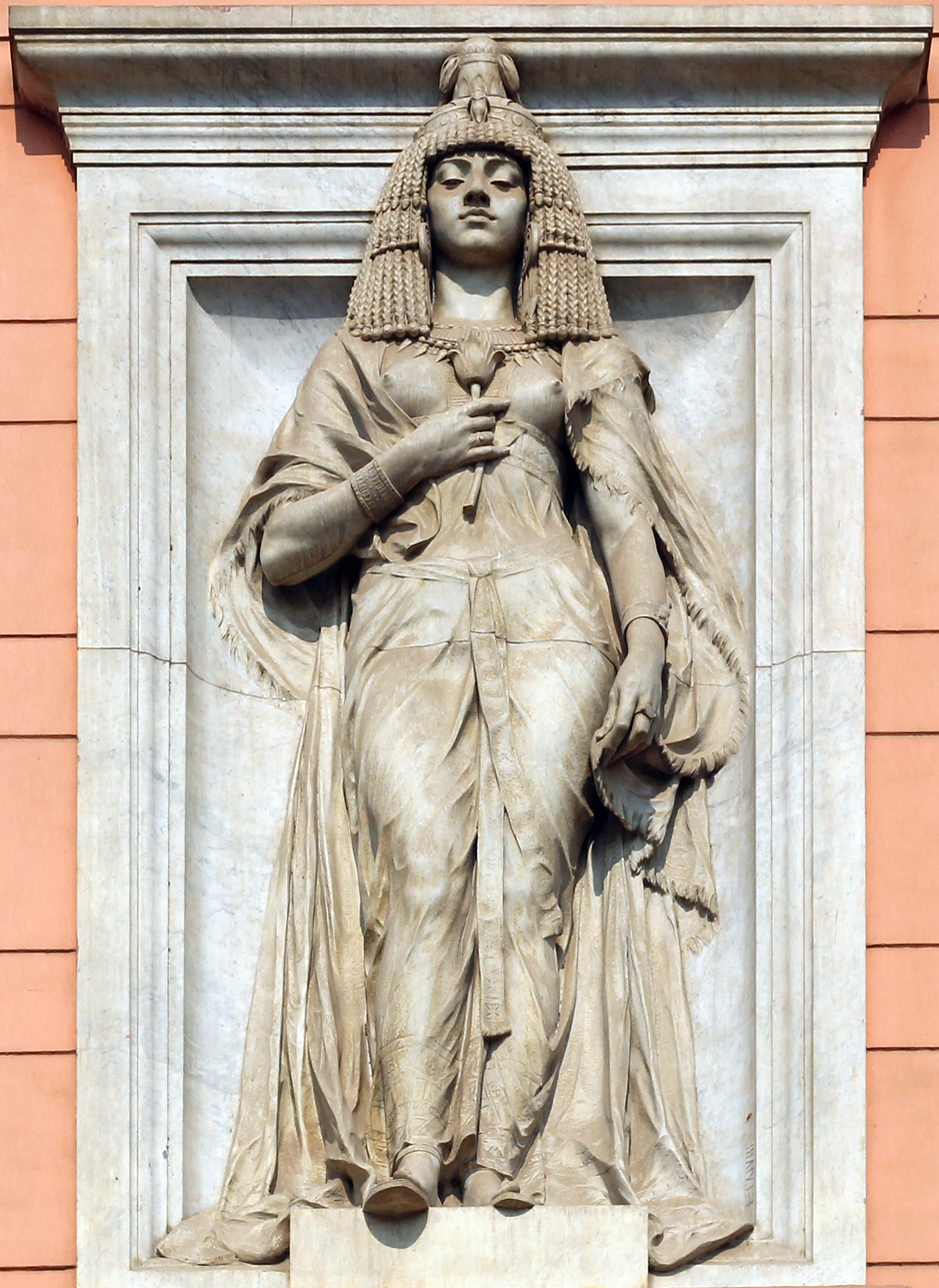
La Haute Égypte.
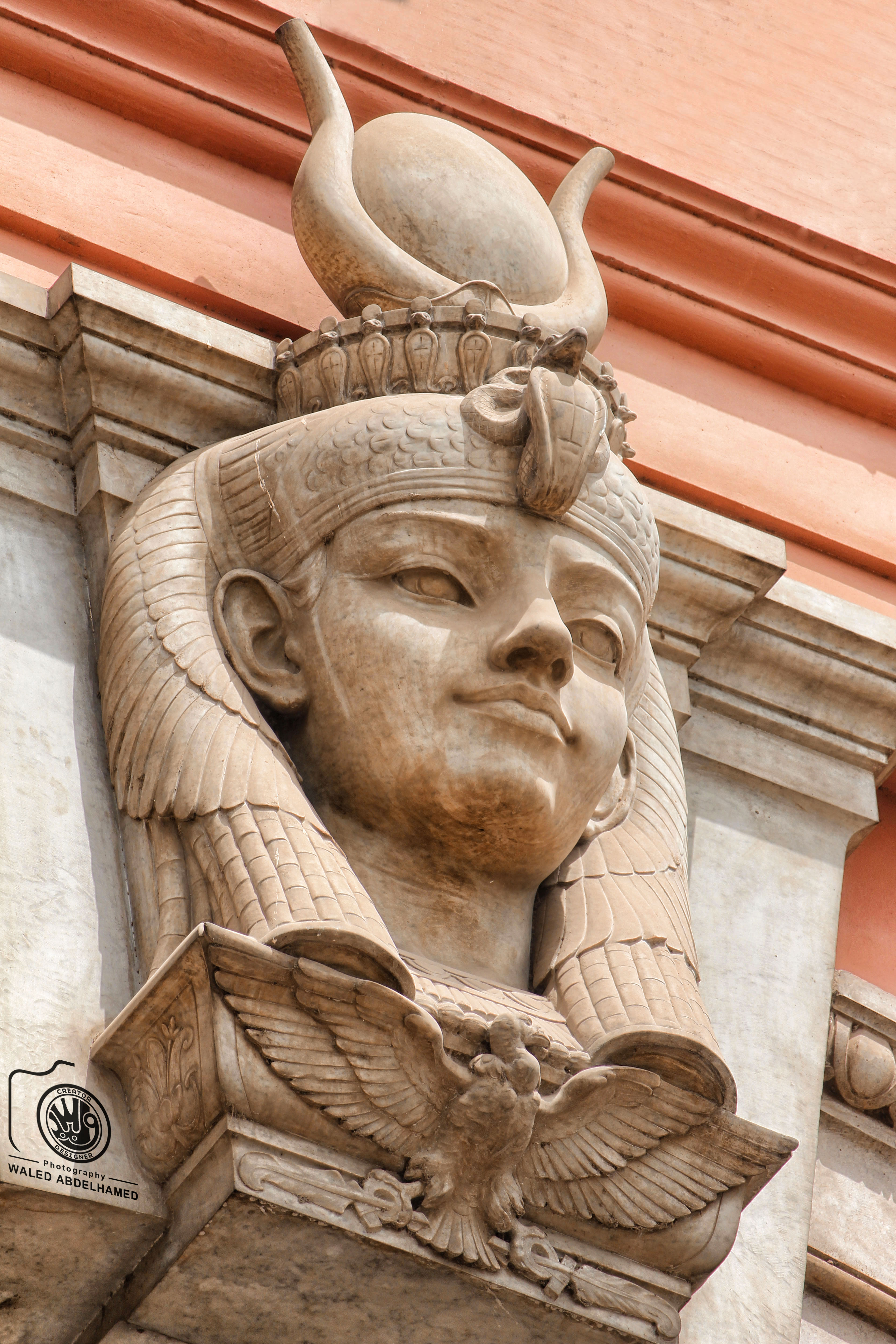
Isis, clef de voûte.
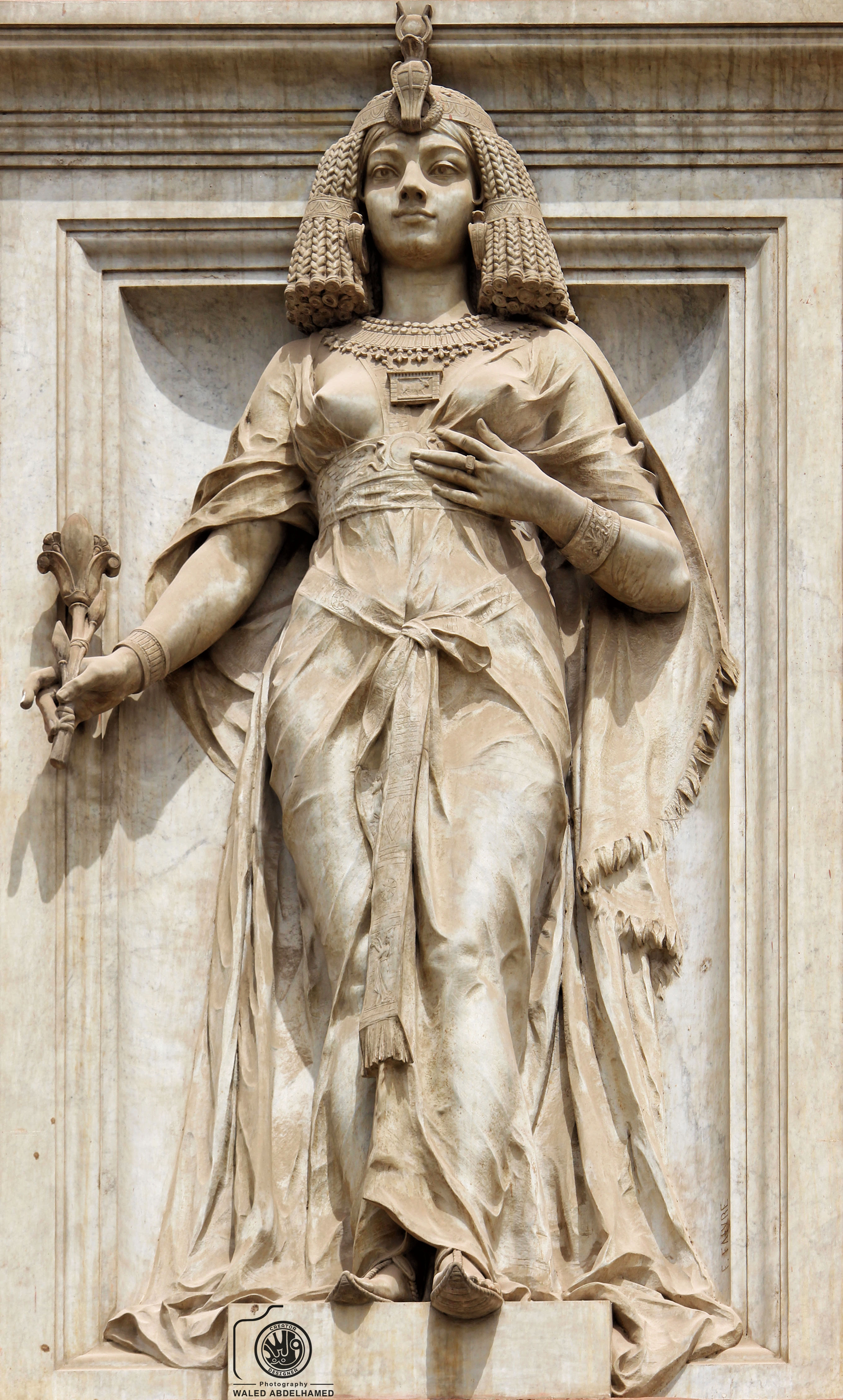
La Basse Égypte.